# Polythore derivata
Polythore derivata – gatunek ważki z rodziny Polythoridae. Występuje na terenie Ameryki Południowej.